# Adriana Carmona
Adriana Carmona (Puerto la Cruz, 3 de dezembro de 1973) é uma taekwondista venezuelana.
Adriana Carmona competiu nos Jogos Olímpicos de 2000, 2004 e 2008, na qual conquistou a medalha de bronze, em 2008.